# Piazze di Roma
Le piazze di Roma rappresentano accenti storici, architettonici e turistici, che costituiscono una grande parte dell'atmosfera speciale della "Città Eterna". Questa voce concerne le piazze più importanti e note della città.

## Piazza Augusto imperatore

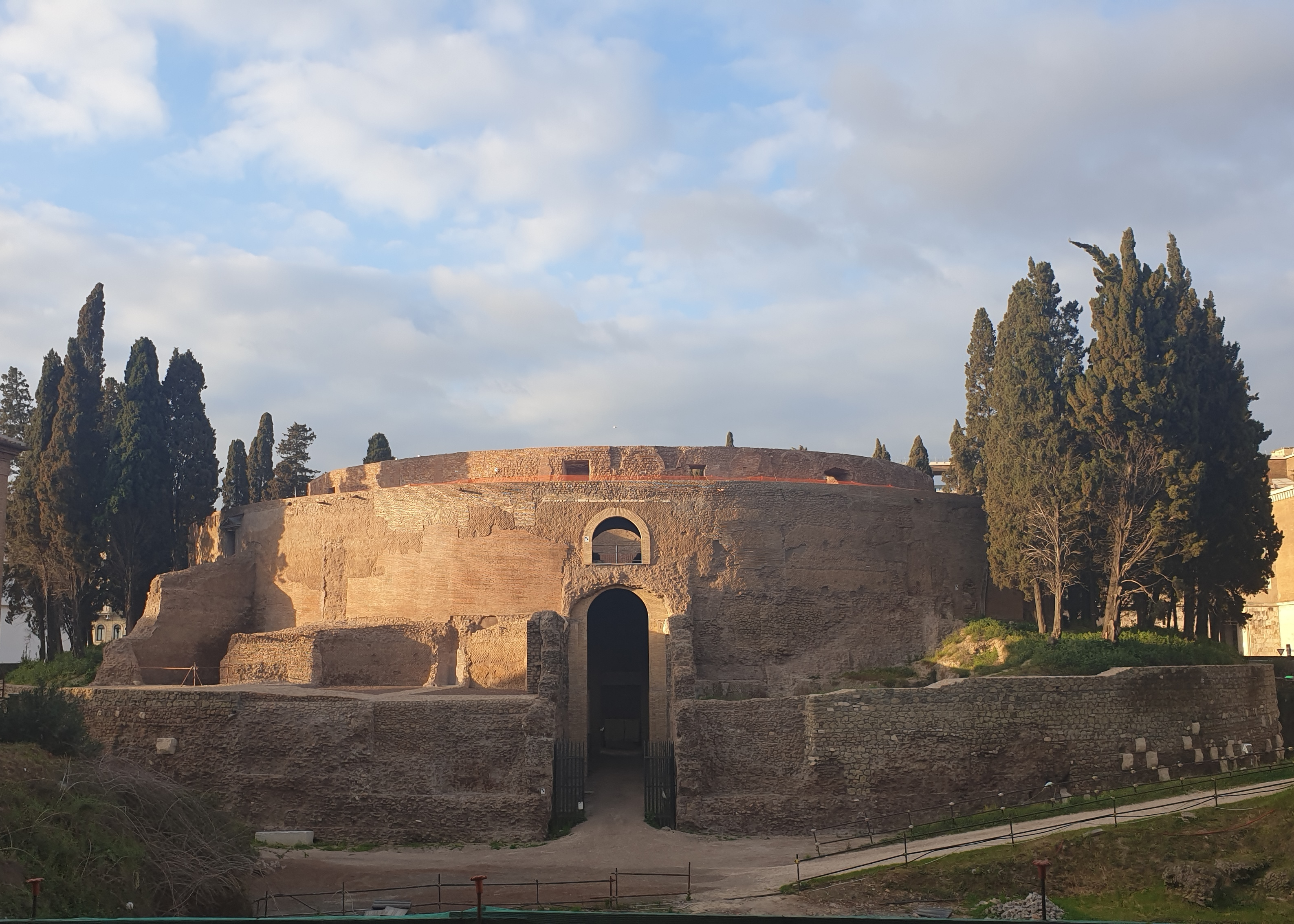
L'ingresso del mausoleo di Augusto in Piazza Augusto Imperatore.

Al centro della piazza si trova il mausoleo di Augusto e, nei suoi pressi, precisamente in lungotevere in Augusta, è presente l'Ara Pacis.

## Piazza Barberini

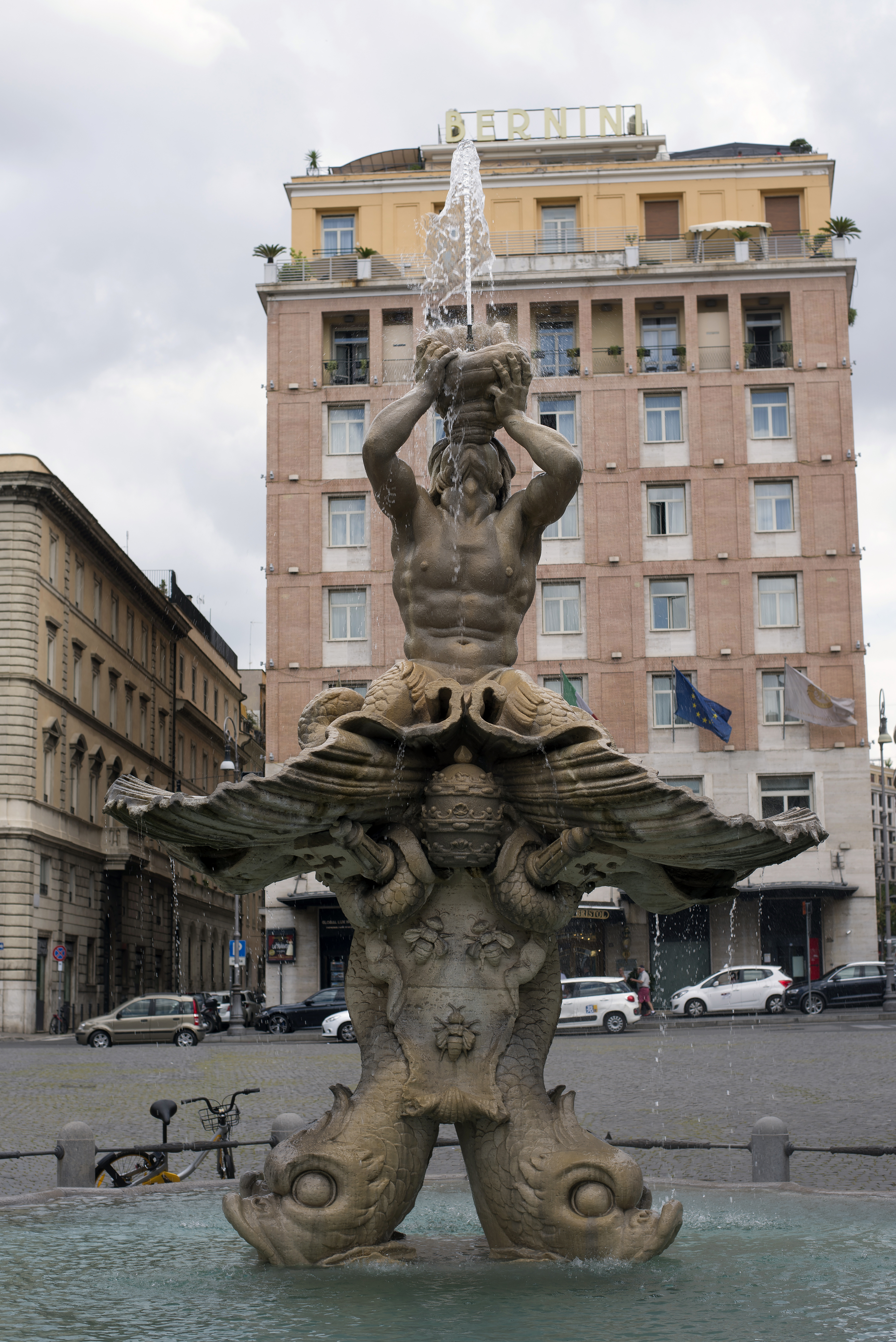
Piazza Barberini

A cavallo tra il colle Quirinale e gli Horti Sallustiani, prende il nome dal Palazzo Barberini che vi si affaccia, anche se il suo ingresso è posto in via delle Quattro Fontane.
L'imponente edificio, opera composita di Carlo Maderno, Gian Lorenzo Bernini e Francesco Borromini, ora sede della Galleria Nazionale d'Arte Antica, fu edificato dal 1625 al 1633 su commissione di papa Urbano VIII Barberini.
Al centro della piazza sorge la Fontana del Tritone celebre opera del Bernini.

## Piazza della Bocca della Verità

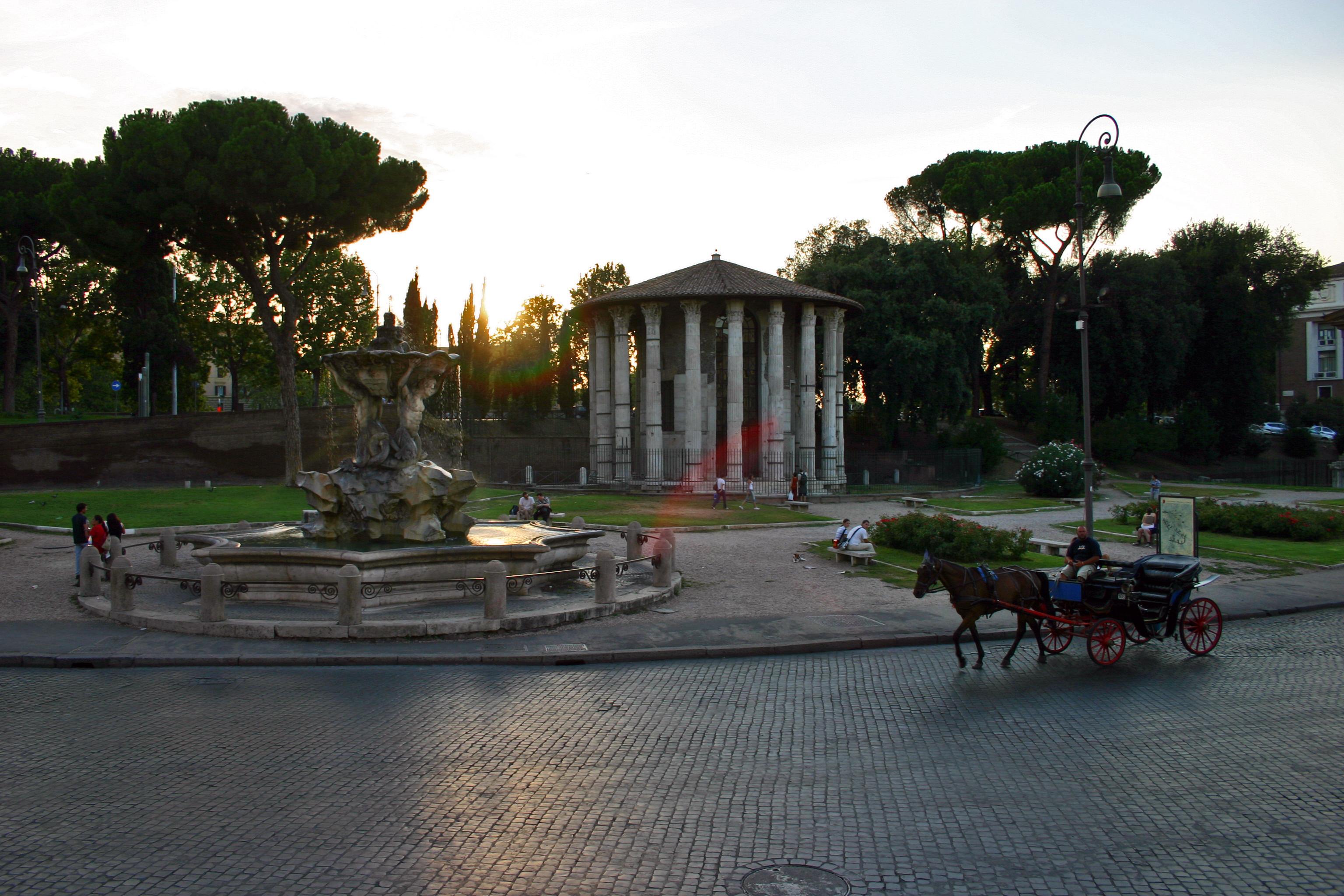
Piazza della Bocca della Verità

Posta nell'antica zona del Foro Boario, proprio davanti all'Isola Tiberina, prende il nome da un chiusino di epoca romana, a foggia di mascherone, oggi collocato nel portico di Santa Maria in Cosmedin, antica chiesa del VI secolo.
Oltre alla chiesa, nella piazza sono presenti due antichi templi romani: il Tempio di Ercole Vincitore ed il Tempio di Portuno.

## Piazza Cavour

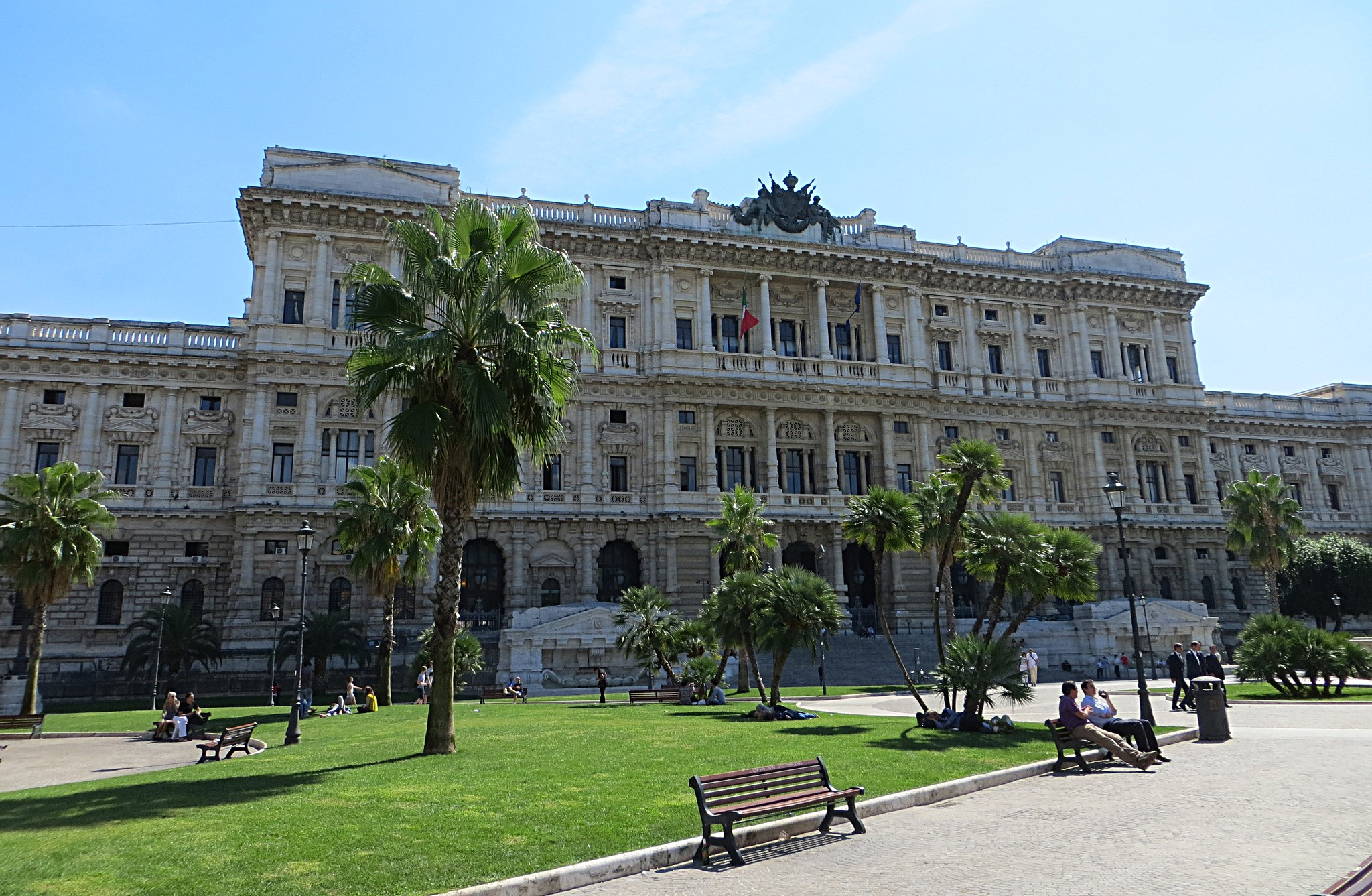
Palazzo di Giustizia in Piazza Cavour, sede della corte suprema di cassazione.

Piazza intitolata a Camillo Benso di Cavour. In essa si trova il Palazzo di Giustizia, sede della corte suprema di cassazione.

## Piazza del Campidoglio

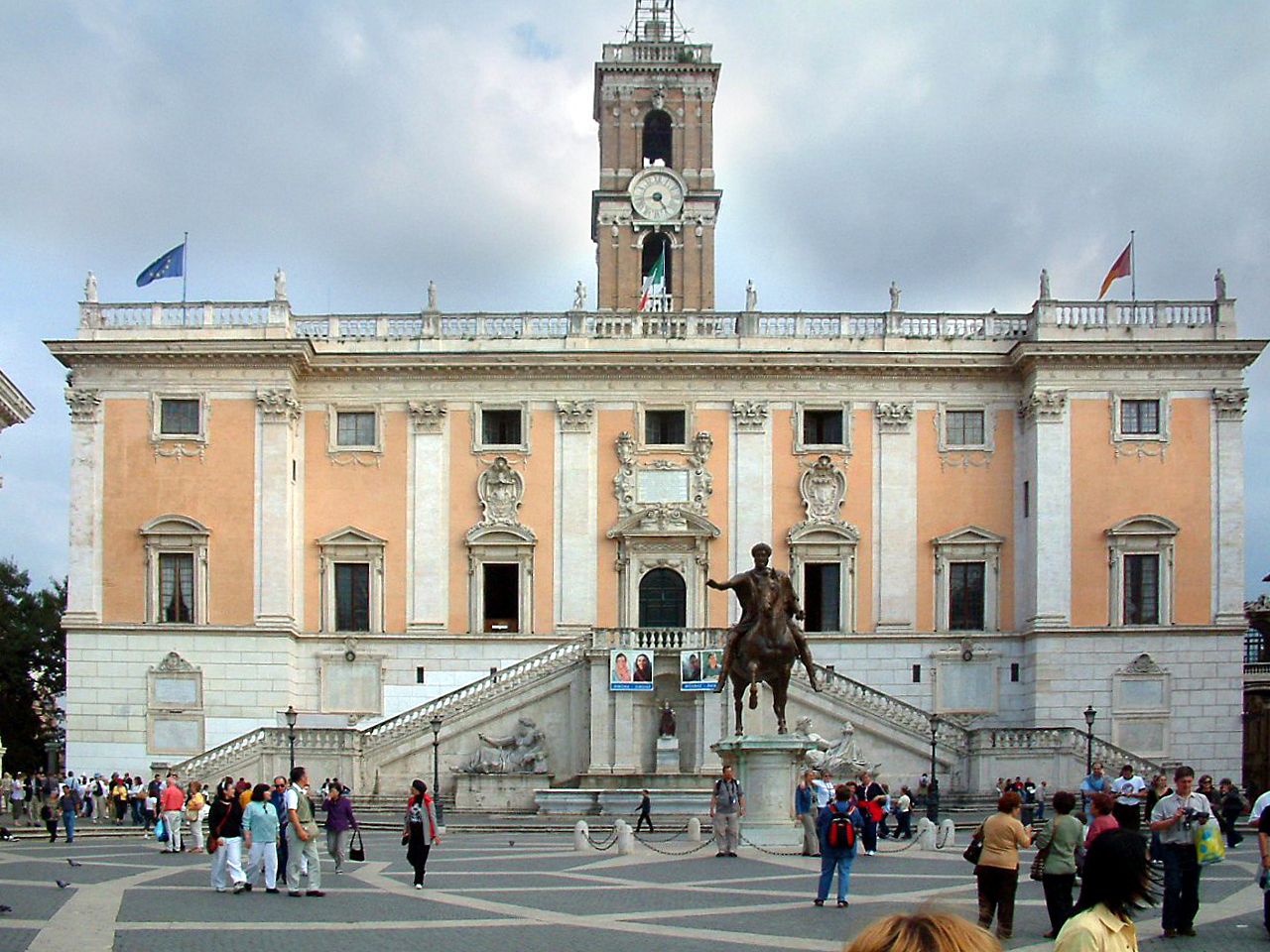
Piazza del Campidoglio

La trapezoidale Piazza del Campidoglio sul colle omonimo, delimitata sul fondo dal Palazzo Senatorio sede ufficiale del comune, e sui lati dal Palazzo dei Conservatori e Palazzo Nuovo, fu progettata nella forma attuale da Michelangelo, che ideò anche la stella a dodici punte disegnata sul selciato con lastre di travertino e la cordonata di accesso. Al centro della piazza, su un basamento disegnato anch'esso da Michelangelo, si trova, dal 1997, una copia della statua equestre dell'imperatore Marco Aurelio: l'originale, l'unico grande bronzo equestre romano giunto integro sino a noi, dopo dieci anni di accurato restauro, è stato collocato nel 2006 all'interno dei Musei Capitolini, nel vecchio e antichissimo Giardino Romano, sotto una grande volta di cristallo opera di Carlo Aymonino.
Su tre lati la piazza è circondata da palazzi rinascimentali: sullo sfondo il Palazzo Senatorio, a sinistra il Palazzo dei Conservatori e a destra il Palazzo Nuovo. La piazza si apre in avanti su una grande scalinata la Cordonata, che, sale dal basso e che è delimitata in alto dalle statue di Castore e Polluce.
Il Palazzo dei Conservatori ed il Palazzo Nuovo ospitano i Musei Capitolini, aperti nel 1735,  con mostre di livello mondiale.  Nel passaggio tra Palazzo Senatorio e Palazzo dei Conservatori si gode di un'ampia vista su tutta la città fino al Vaticano. In estate nella piazza si hanno spesso concerti gratuiti.

## Piazza Colonna

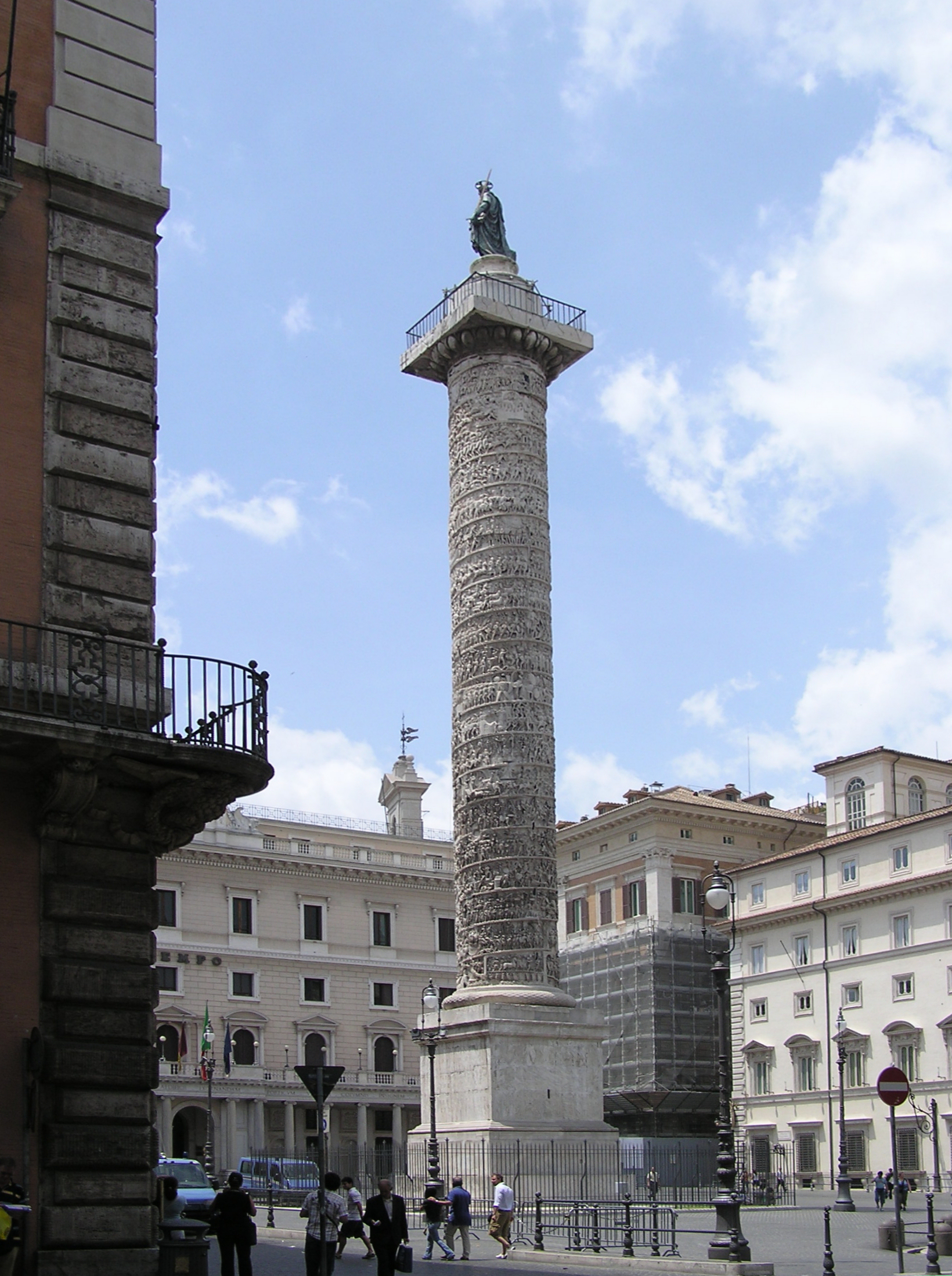
Piazza Colonna

Prende il nome dalla colossale Colonna di Marco Aurelio o Aureliana, colonna coclide eretta a ricordo delle vittorie dell'imperatore sui Marcomanni.
Nella piazza e nelle immediate vicinanze si trovano i principali edifici del potere politico nazionale: Palazzo Chigi sede della Presidenza del Consiglio dei ministri, accanto Palazzo Montecitorio, sede della Camera dei deputati, nelle adiacenze Palazzo Madama sede del Senato della Repubblica.

## Piazza del Colosseo

Il Colosseo.

Prende il nome dall'anfiteatro flavio, comunemente detto Colosseo, simbolo di Roma, posto al centro della piazza.

## Piazza Farnese

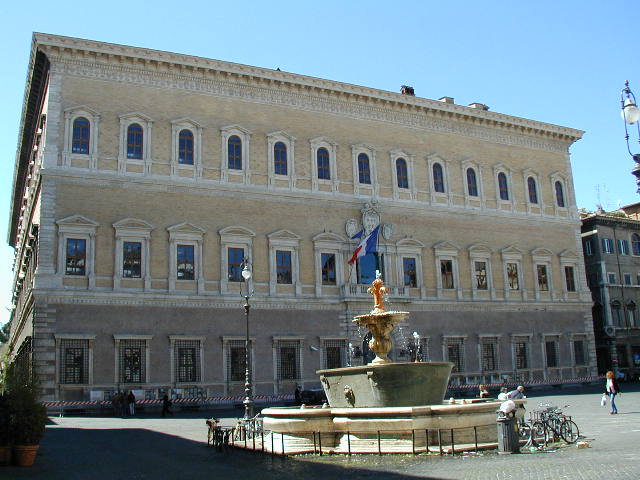
Piazza Farnese

È dominata dall'imponente Palazzo Farnese, sede dell'Ambasciata di Francia dal 1874 e della Ecole française de Rome dal 1875. L'edificio, opera di Da Sangallo e Michelangelo, è considerato il più bel palazzo rinascimentale romano. La facciata, realizzata in mattoni e travertino, è stata restaurata recentemente per il Giubileo del 2000. In seguito ad un accordo del 1936 tra i governi italiano e francese, l'edificio è affidato alla Francia per 99 anni per una cifra puramente simbolica, in cambio di un edificio parigino utilizzato dall'Ambasciata d'Italia.
Ai lati della piazza due grandi vasche di granito, provenienti dalle Terme di Caracalla, costituiscono la base di fontane ornate dai gigli dei Farnese. Il convento e l'annessa chiesa di Santa Brigida, protettrice della Svezia, sorgono sul luogo ove la santa morì nel 1373.

## Campo de' Fiori

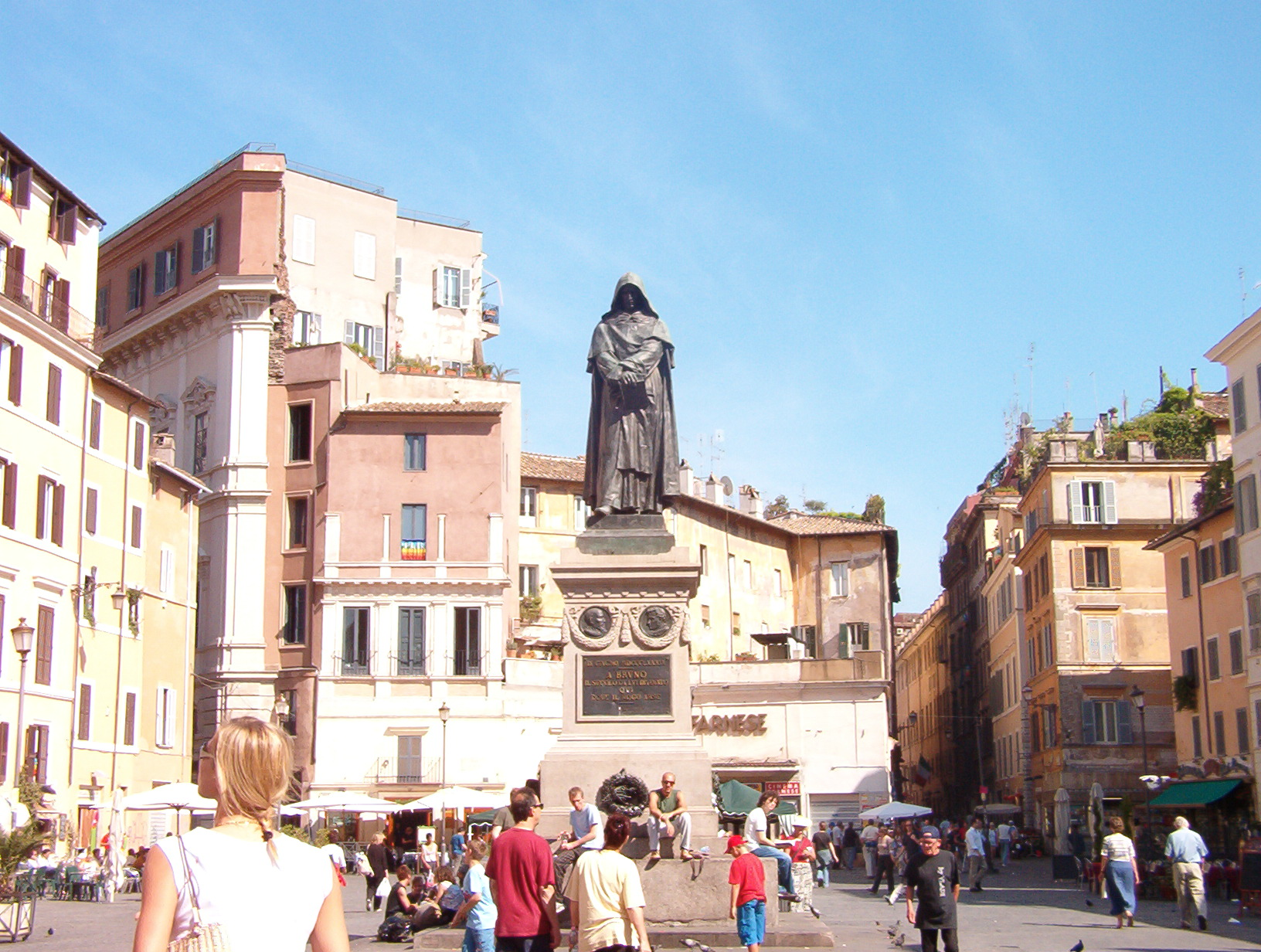
Campo de' Fiori

La piazza accoglie dal 1869 un pittoresco mercato rionale di generi alimentari.
In precedenza aveva ospitato rappresentazioni, corse di cavalli ed esecuzioni capitali. Al suo centro si trova la grande statua di bronzo, inaugurata nel 1887, opera di Ettore Ferrari, del filosofo e frate domenicano Giordano Bruno, condannato a morte per eresia e bruciato vivo il 17 febbraio 1600, proprio ove sorge il suo monumento.
Campo de' Fiori è l'unica grande piazza romana senza chiese. La sera è un popolare luogo di incontro, con molti bar e ristoranti.

## Piazza del Gesù

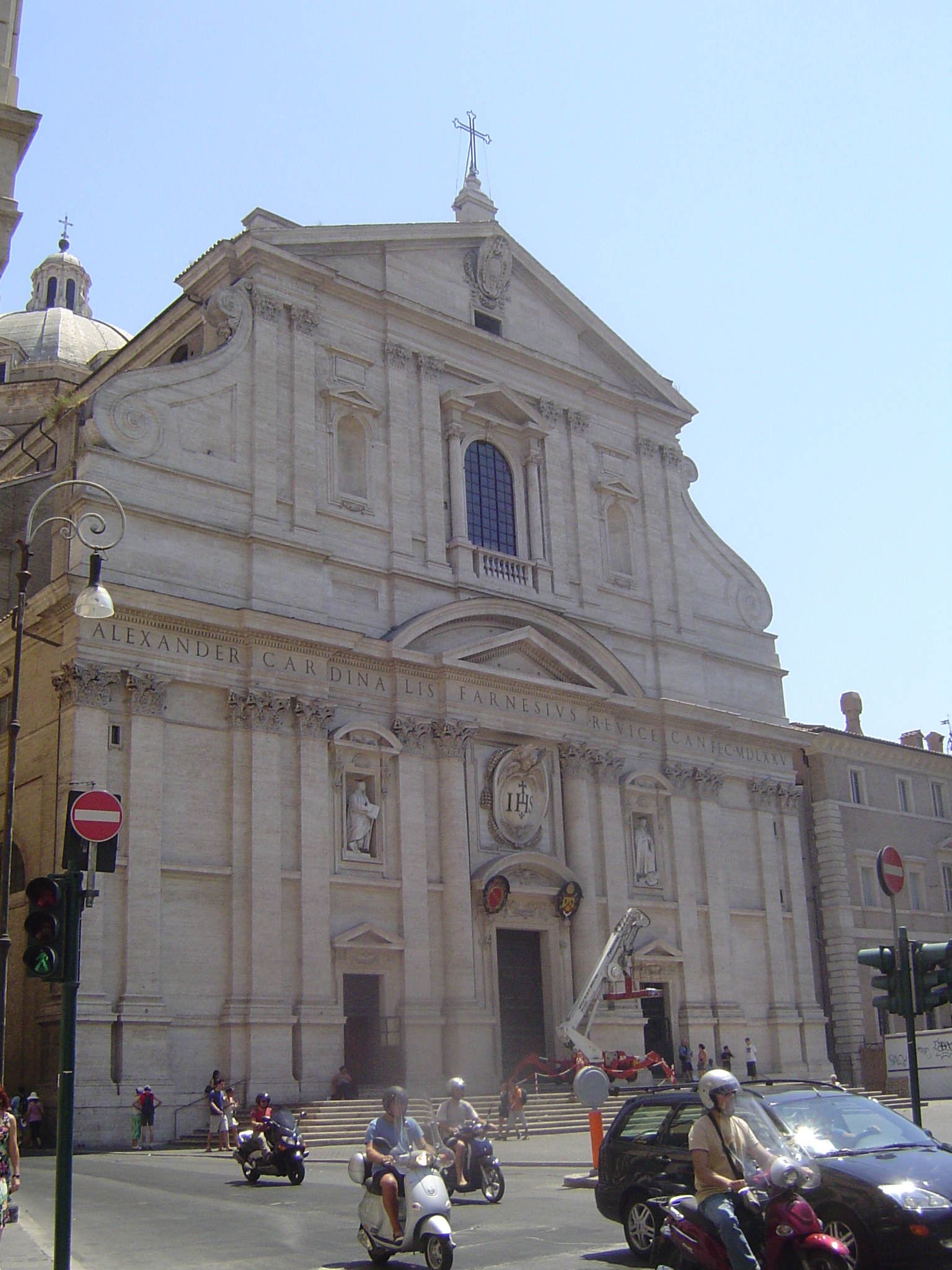
Piazza del Gesù dal lato della chiesa

Costruita di fronte all'omonima chiesa, vi risiede il palazzo dove per quasi quarant'anni ha avuto sede la DC e si è costituita la Compagnia di Gesù.

## Piazza Navona

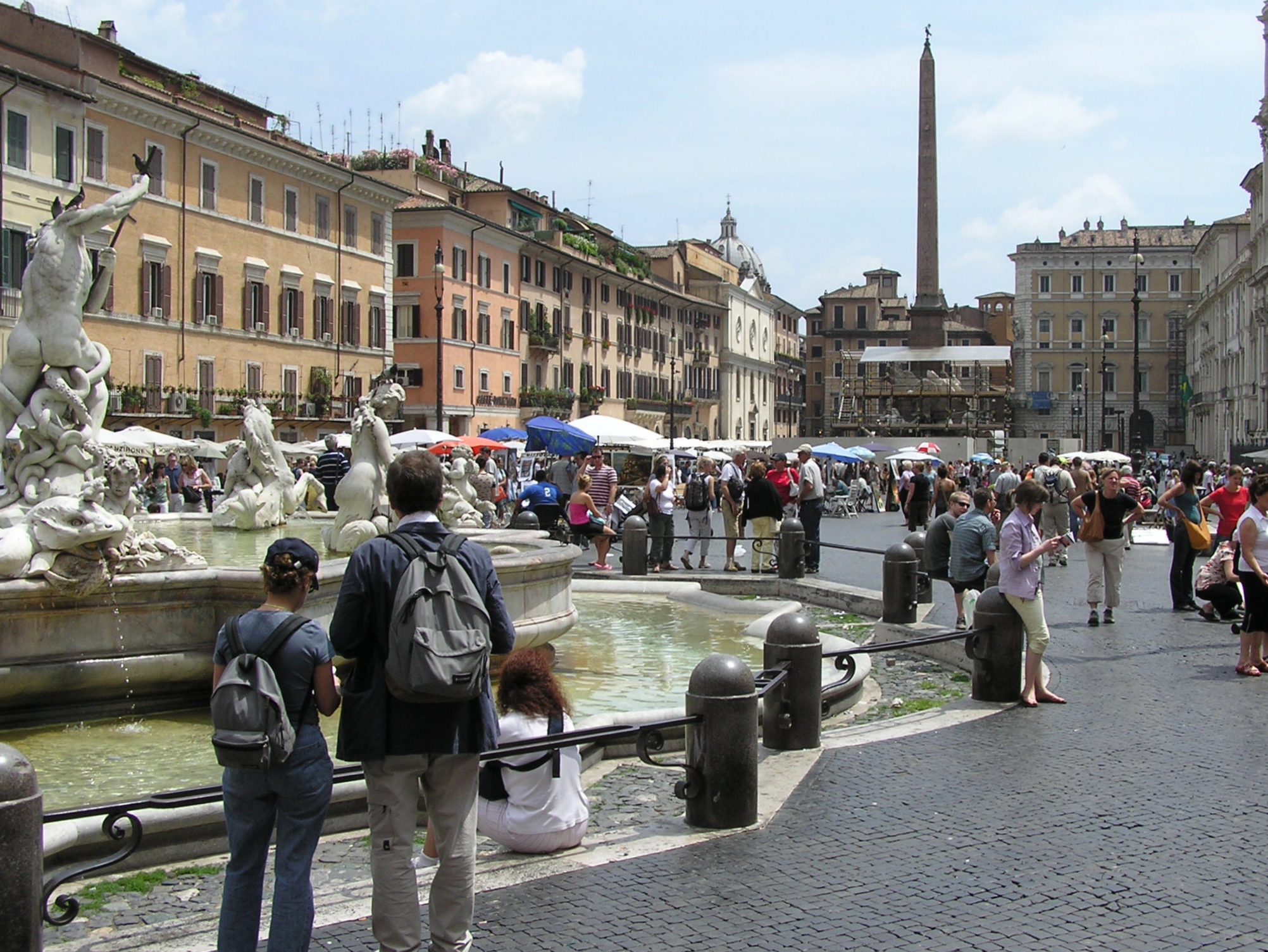
Piazza Navona

È una delle più suggestive e celebri piazze romane. Si trova nel luogo dove l'imperatore Domiziano fece costruire uno stadio per ospitare i giochi atletici greci che insieme a quelli musicali ed equestri facevano parte del "certamen capitolinum" in onore di Giove. Il suo perimetro ricalca la forma allungata dell'antico monumento. Gli edifici circostanti sono costruiti sulle fondamenta delle tribune dello stadio. Parte di queste è visibile in piazza di Tor Sanguigna. Nel 1500 vi si svolgevano combattimenti di animali. Nel XVIII secolo la piazza veniva allagata, creando un lago artificiale per rappresentazioni nautiche.  Dagli inizi dell'epoca moderna Piazza Navona è il centro del Carnevale romano.
Tre fontane barocche ornano la piazza: la Fontana dei Quattro Fiumi di Gian Lorenzo Bernini al centro, la Fontana del Moro e la Fontana del Nettuno alle due estremità. Notevole è la chiesa di Sant'Agnese in Agone di Francesco Borromini, restaurata nel 2006-2007, una delle realizzazioni maggiori del barocco romano. I due grandi artisti furono accesi rivali e qualcuno crede di ravvisare nel gesto di una delle statue della fontana centrale, il Rio della Plata, un messaggio di disistima o di scherno del Bernini per la precaria stabilità della chiesa. La storia ancorché divertente è sicuramente falsa: la fontana, inaugurata nel 1651, fu infatti realizzata prima di Sant'Agnese, iniziata nel 1652. La piazza è piena tutto il giorno ed anche la sera di turisti e di conseguenza anche di venditori di souvenir. Nel periodo natalizio ospita le bancarelle del mercato dove si possono comprare prodotti natalizi e statuine del presepio.

## Piazza del Popolo

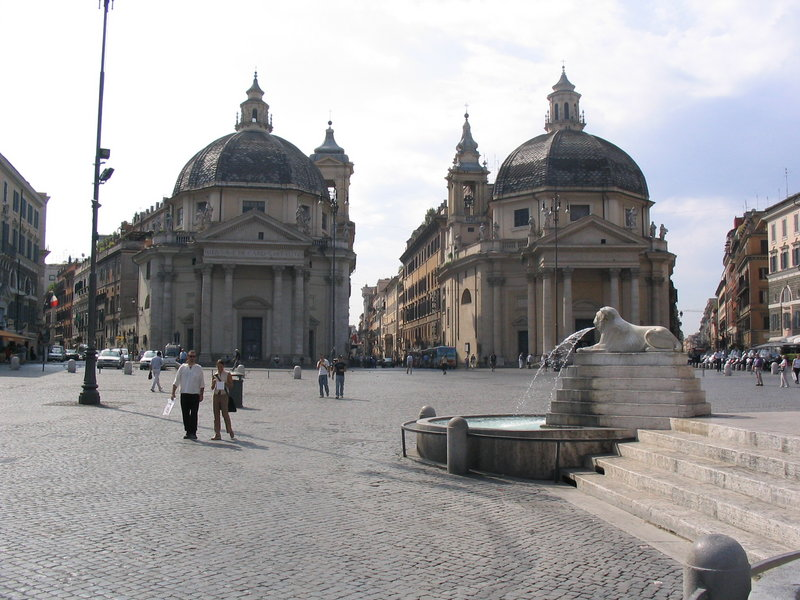
Piazza del Popolo

I viaggiatori che venivano da nord raggiungevano la città tramite la Via Flaminia la Porta del Popolo (la vecchia Porta Flaminia). Subito dietro le Mura Aureliane si entra nell'ovale di Piazza del Popolo. Prende il nome dalla chiesa di Santa Maria del Popolo ricca di monumenti funebri e di opere d'arte, tra le quali due celebri tele del Caravaggio: la Conversione di San Paolo e la Crocifissione di San Pietro. La piazza, di elegante forma ellittica, nella sua attuale sistemazione neoclassica di grande effetto scenografico, è opera dell'architetto Giuseppe Valadier. Al centro, sopra un grande basamento con fontane e leoni, si eleva uno dei più grandi obelischi di Roma, l'obelisco Flaminio (23,91 metri senza il basamento), fatto costruire dal faraone Ramesse II.
Dalla piazza tre strade (il Tridente) penetrano nella città: Via del Babuino, a sinistra, porta a Piazza di Spagna, a destra Via di Ripetta a Piazza Navona ed al Pantheon, mentre al centro inizia la principale strada di Roma, Via del Corso, con i suoi molti negozi.

## Piazza del Quirinale

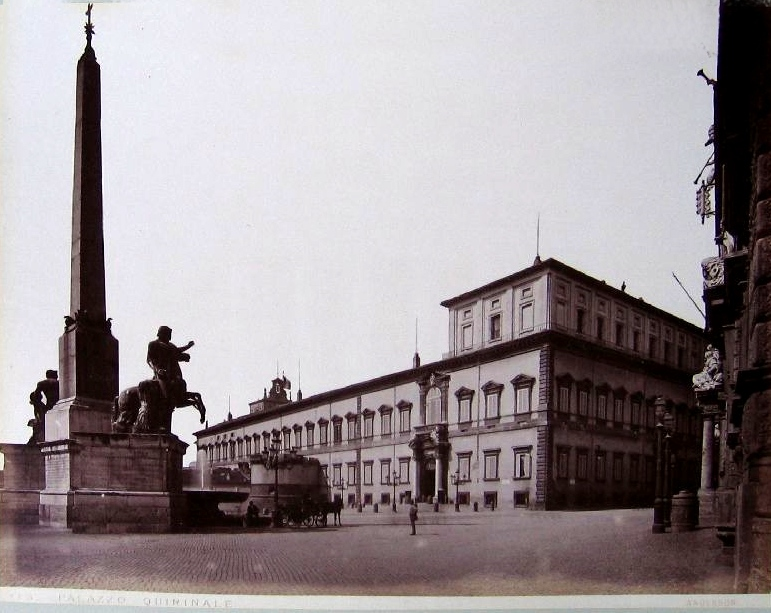
Piazza del Quirinale

Posta sul più alto colle di Roma, ospita il Palazzo del Quirinale, sede ufficiale del Presidente della Repubblica, residenza dei papi sino al 1870 e poi dei re d'Italia sino al 1946. Sul lato aperto della piazza si gode una celebre veduta della città e della cupola di San Pietro.
Al centro si erge un obelisco ed il grande gruppo marmoreo dei Dioscuri Castore e Polluce con i loro cavalli rampanti. Dal gruppo, copia romana di originali greci, deriva la vecchia denominazione di Piazza di Monte Cavallo.  Sulla piazza si trova anche il Palazzo della Consulta, opera di Ferdinando Fuga, che ospita oggi la Corte Costituzionale.

## Piazza della Repubblica

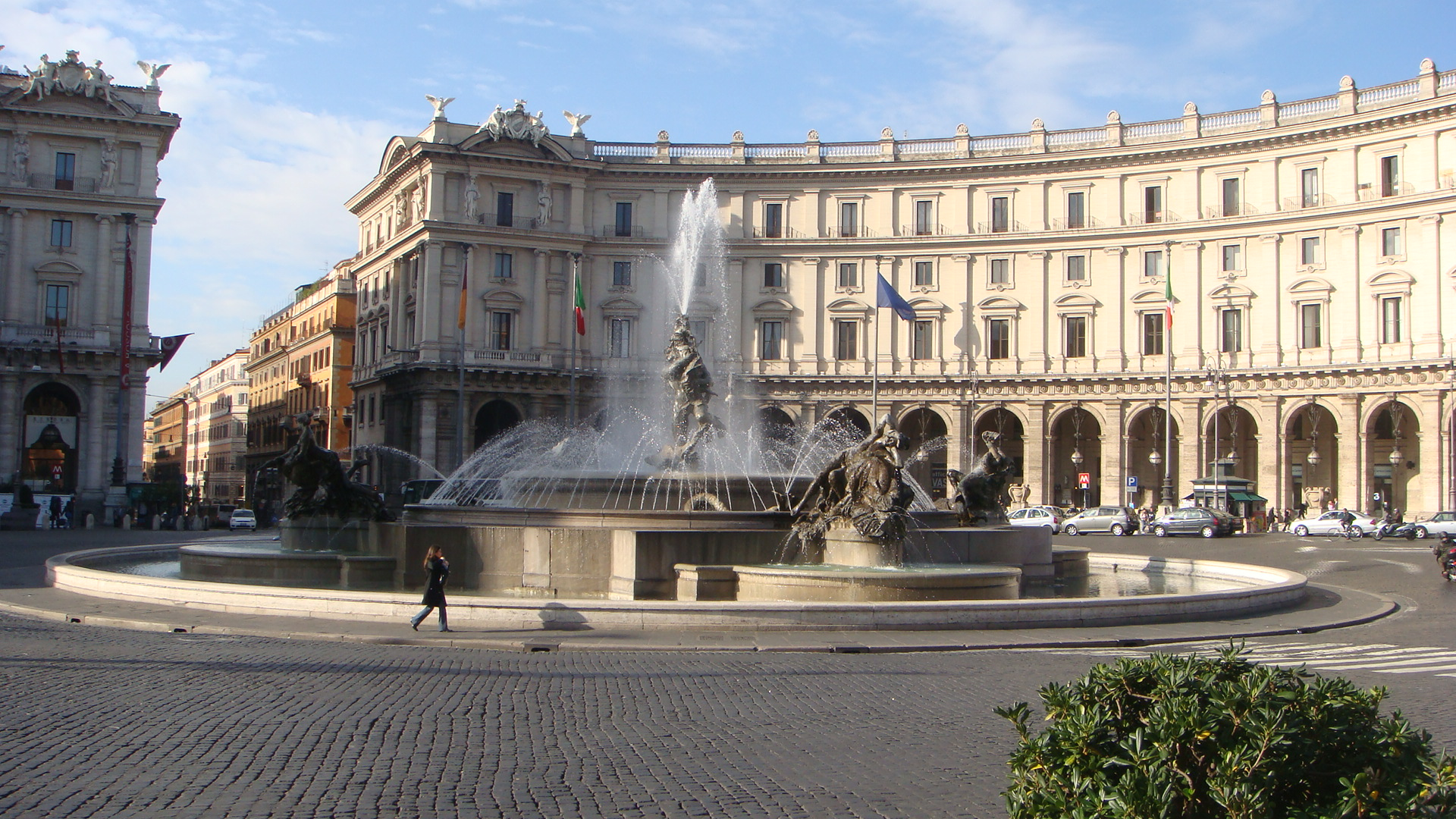
Piazza della Repubblica

La nuova denominazione non ha sostituito, nell'uso corrente dei romani, il vecchio e storico nome di Piazza dell'Esedra. Il colonnato semicircolare, che in parte la delimita, corrisponde al perimetro delle Terme di Diocleziano: le più grandi e sontuose dell'Urbe.
La fontana delle Naiadi, opera di Mario Rutelli, fu costruita nel 1885. La basilica di Santa Maria degli Angeli e dei Martiri venne realizzata da Michelangelo adattando la grande sala centrale, il tepidarium, delle vecchie Terme.

## Piazza della Rotonda e Piazza della Minerva

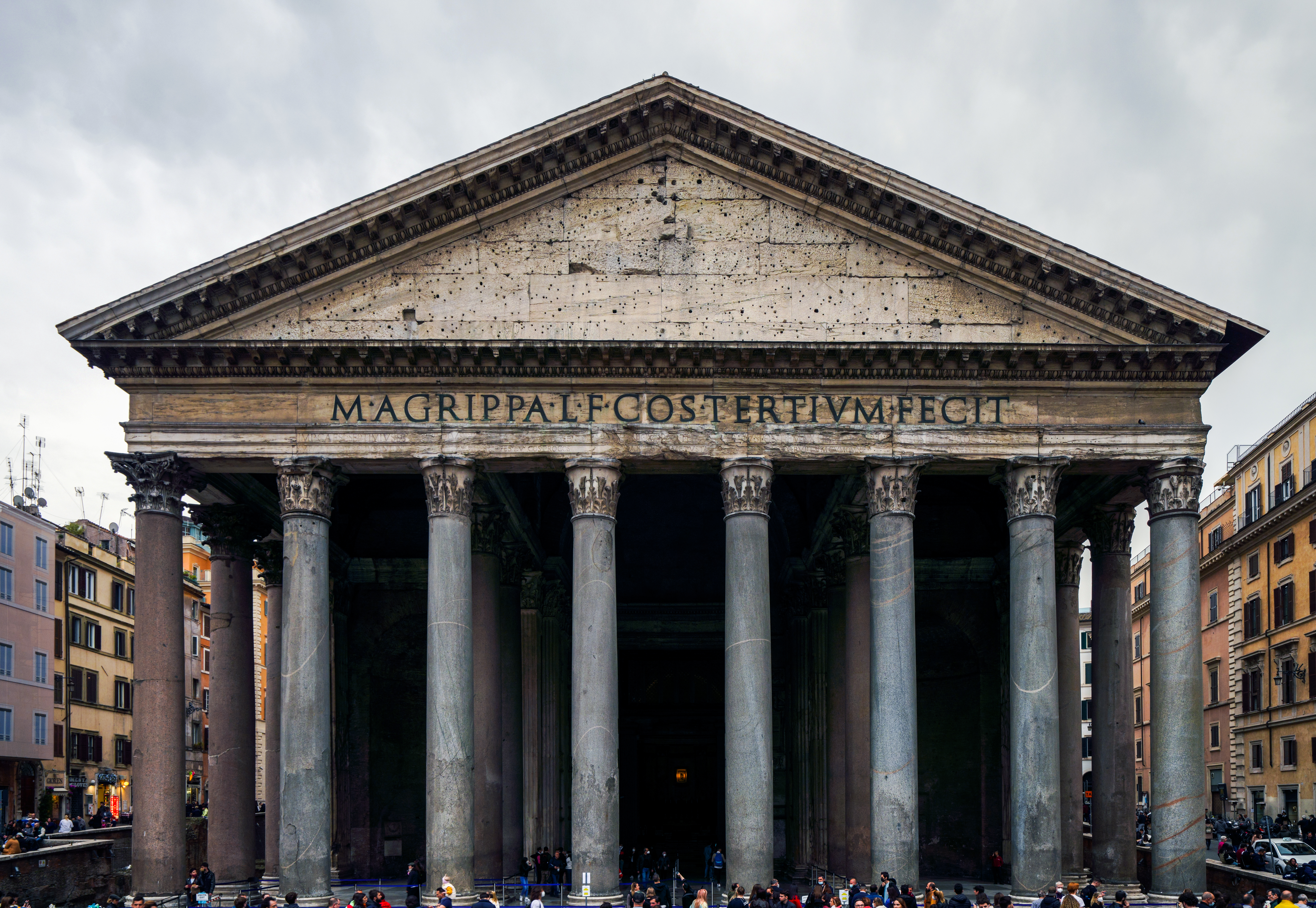
Piazza della Rotonda

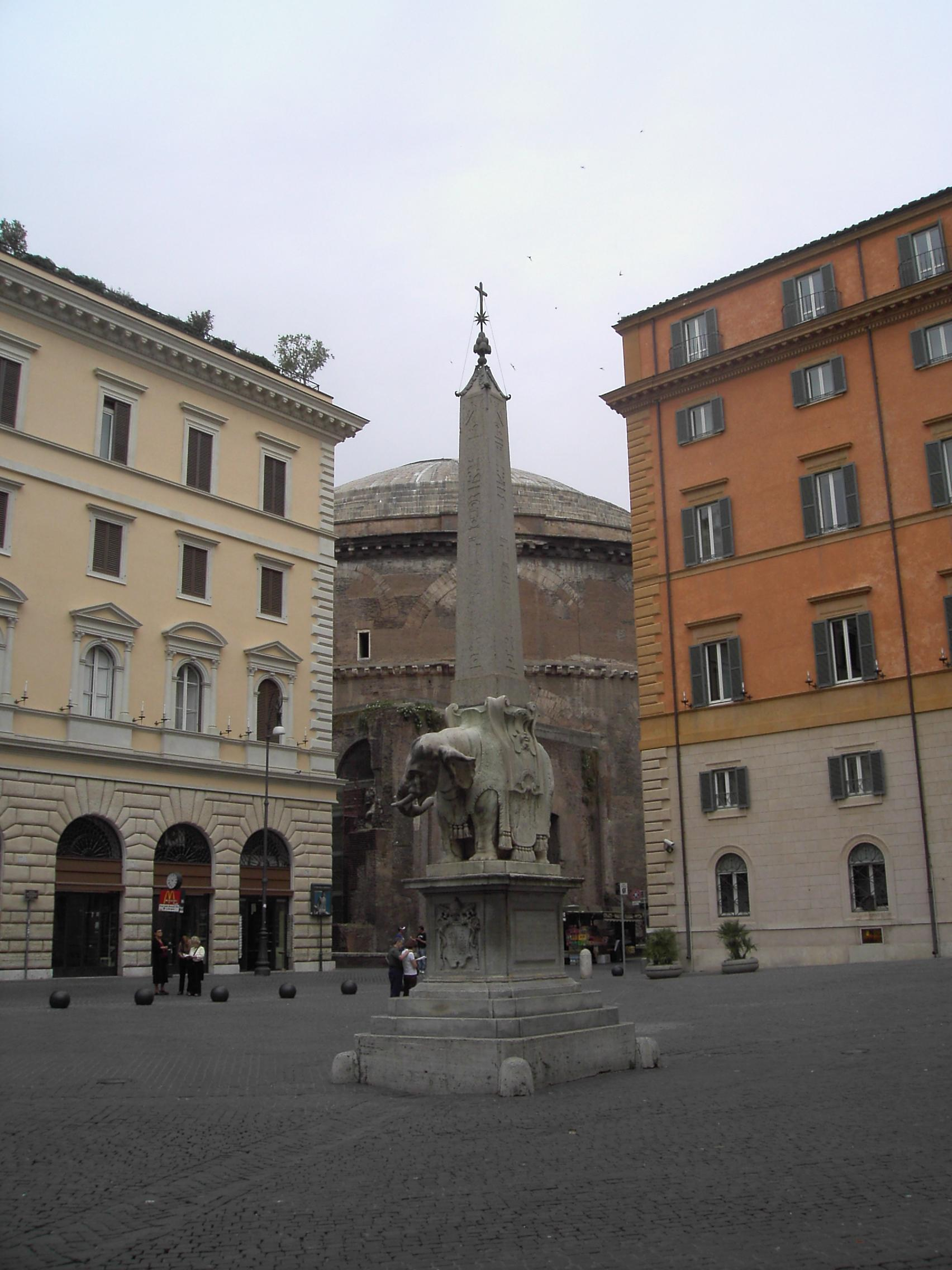
Piazza della Minerva

È il suggestivo spazio davanti al Pantheon. Il toponimo deriva dal soprannome dato dai romani al monumento: la Ritonna.
Al centro si trova una fontana rinascimentale sormontata da un obelisco di Ramesse II. La piazza, sino al 1847, venne usata, nonostante i ripetuti divieti delle autorità pontificie, come mercato del pesce.
L'adiacente piazza della Minerva prende il nome da un antico tempio in onore di Minerva sulle cui rovine, secondo la tradizione, fu edificata nel secolo VIII la chiesa di Santa Maria sopra Minerva, dal 1566 basilica minore. Davanti alla chiesa si trova una preziosità, un piccolo caratteristico monumento: l'Elefantino del Bernini con l'obelisco sulla schiena, chiamato "il pulcin della Minerva". Pulcin è la corruzione dell'originario soprannome porcin nel senso di maialino, porcello: tale sembrava agli irriverenti romani il piccolo pachiderma.
Nell'edificio che fu dei monaci domenicani di Santa Maria sopra Minerva, già sede del Sant'Uffizio (vi fu celebrato nel 1633 il processo a Galileo Galilei e pronunciata la sua abiura), divenuto nel 1870 sede del Ministero della pubblica istruzione e poi del Ministero delle poste e delle telecomunicazioni, si trova, oggi, la biblioteca del Senato, dedicata a Giovanni Spadolini.

## Piazza San Pietro

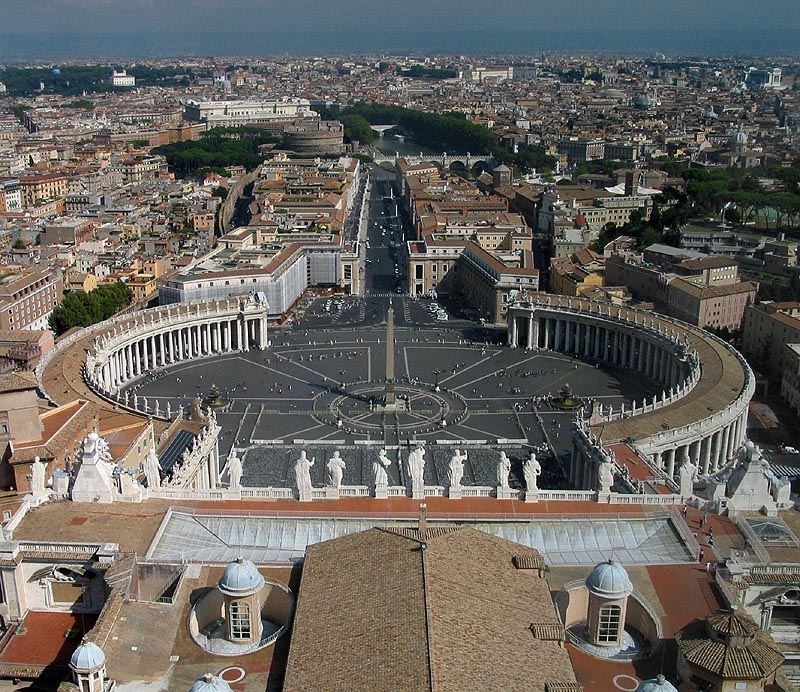
Piazza San Pietro

È una delle piazze più famose del mondo, situata davanti alla Basilica di San Pietro, eretta in onore del primo papa, l'apostolo e martire Pietro, luogo di pellegrinaggio quotidiano per migliaia di fedeli provenienti da tutto il mondo. Bernini ha progettato l'impianto ellittico con il Colonnato, che fu terminato nel 1667.
Sui fuochi dell'ellisse ci sono due fontane, al centro l'obelisco di Eliopoli. La piazza, posta nel cuore del centro storico di Roma, sulla sponda orientale del Tevere, fa parte della Città del Vaticano, la città-stato della Santa Sede.

## Largo di Torre Argentina

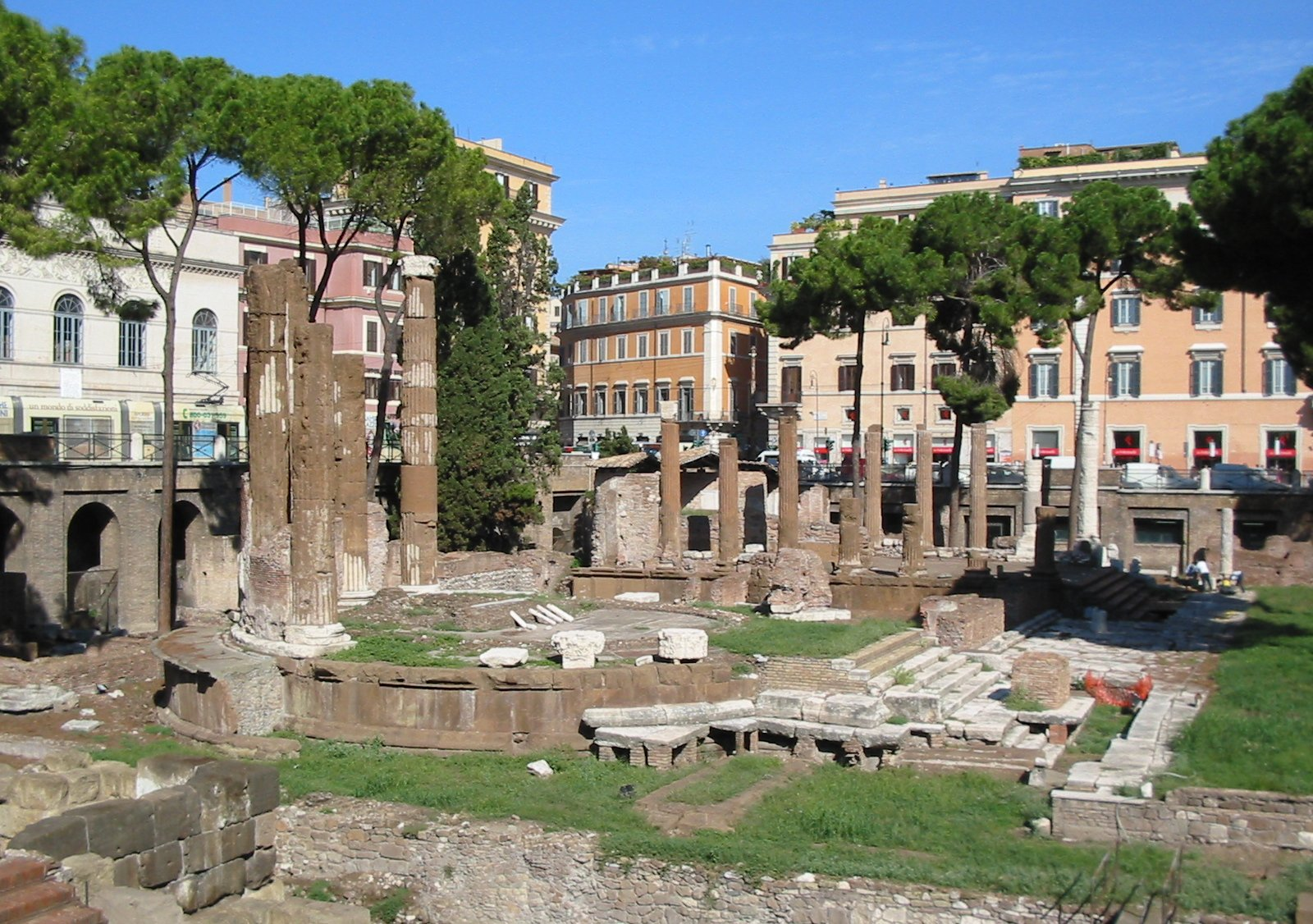
Largo di Torre Argentina

Situata nell'antica zona di Campo Marzio, contiene, al centro, un'importante area archeologica con quattro templi romani di età repubblicana. Ai margini della piazza sorge il Teatro Argentina uno dei più importanti della città e sede, dopo i lunghi e complessi lavori di restauro dal 1967 al 1971, del Teatro di Roma. Il teatro, nel 1816, ospitò la prima sfortunata rappresentazione de Il barbiere di Siviglia di Rossini.
In questa zona, il 15 marzo del 44 a.C., nella Curia Pompeii, grande arena quadrata usata per le riunioni del Senato, ai piedi della statua di Pompeo, fu assalito dai congiurati e pugnalato a morte Giulio Cesare.

## Piazza di Trevi

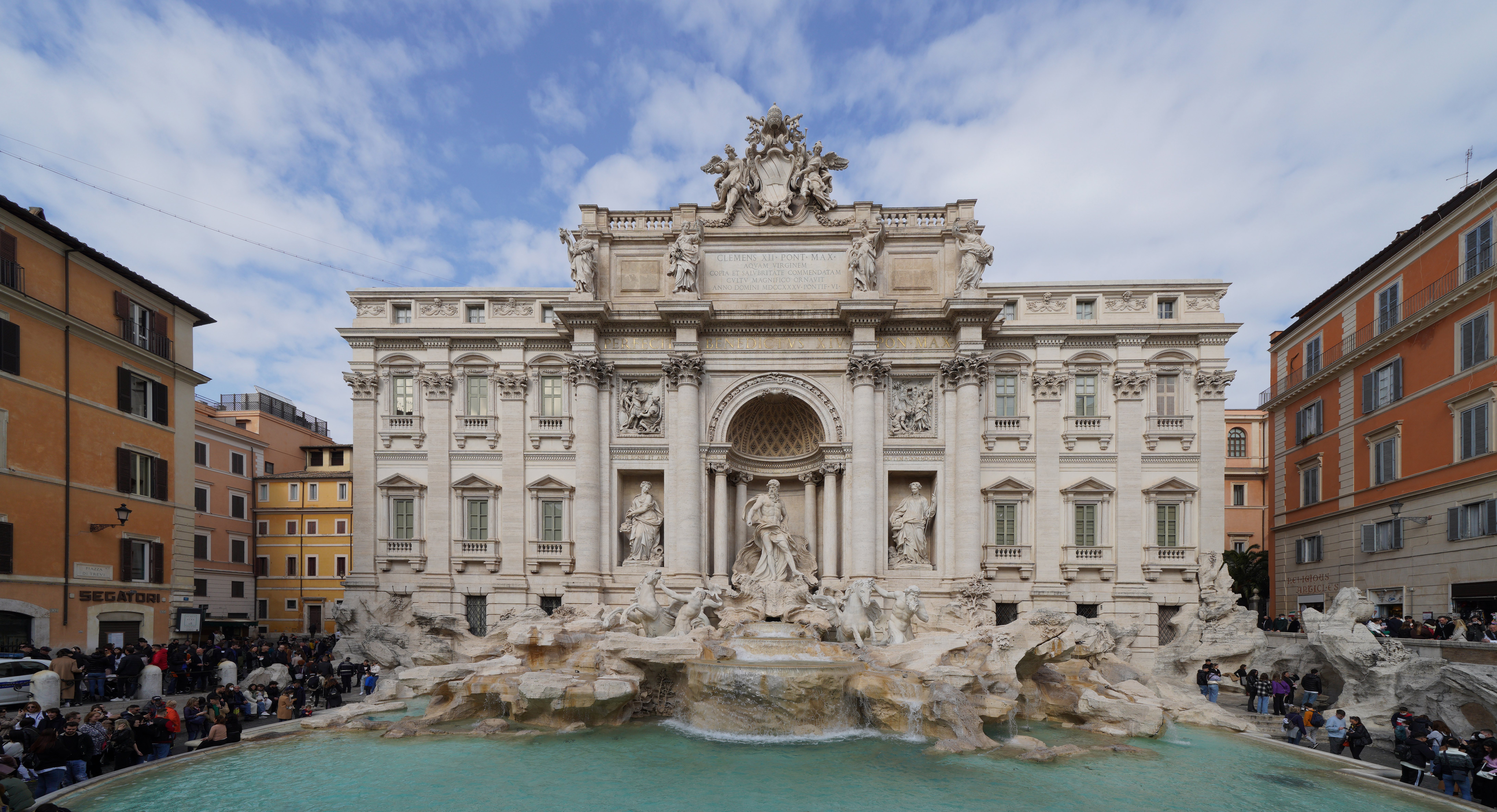
La fontana di Trevi.

Situata nel rione Trevi, la Piazza ospita la celebre omonima fontana, opera di Nicola Salvi e Giuseppe Pannini.

## Piazza della Trinità dei Monti e Piazza di Spagna

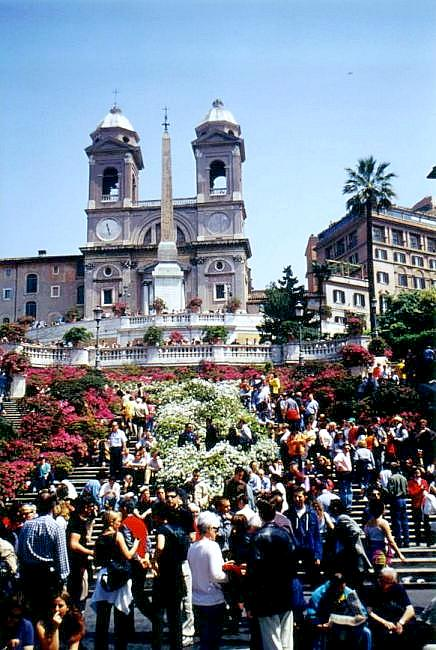
La scalinata che collega Trinità dei Monti a Piazza di Spagna.

Le due piazze sono collegate dalla scenografica scalinata di Trinità dei Monti, una delle immagini di Roma più celebri nel mondo. La piazza inferiore prende il nome dall'ambasciata di Spagna presso la Santa Sede; al centro della stessa si trova la Fontana della Barcaccia di Pietro e Gian Lorenzo Bernini, edificata a ricordo dell'alluvione del Tevere del 1598.

## Piazza Venezia

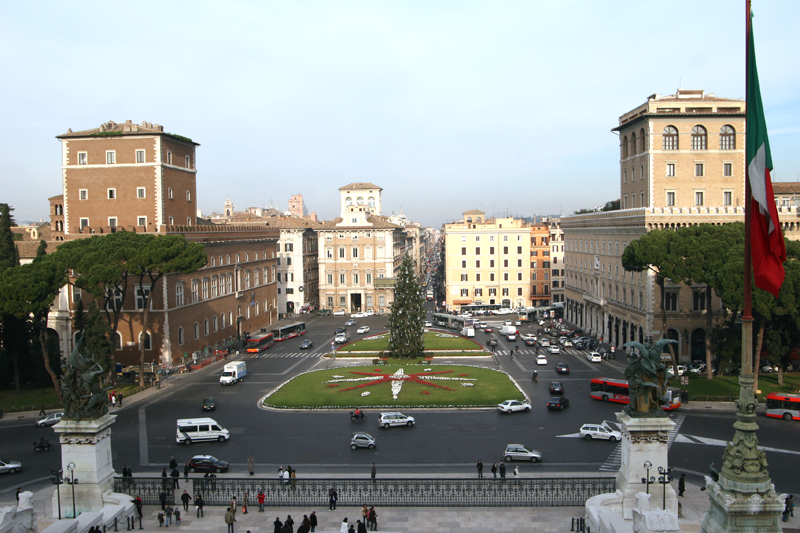
Piazza Venezia

Ai piedi del colle del Campidoglio, tra Via dei Fori Imperiali e Via del Corso, è considerata il centro del traffico cittadino. Al lato sud della piazza rettangolare si erge l'imponente monumento Vittoriano, il Monumento Nazionale a Vittorio Emanuele II, eretto agli inizi del Novecento, su progetto di Giuseppe Sacconi. L'intero complesso, dopo la tumulazione della salma del Milite Ignoto, il 4 novembre 1921, viene spesso chiamato, per estensione, Altare della Patria.
Il lato occidentale della piazza è occupato dalla facciata rinascimentale di Palazzo Venezia, che fu per un breve periodo palazzo papale, poi dal 1564 al 1797 fu sede della rappresentanza della Repubblica di Venezia presso lo Stato della Chiesa, successivamente dal 1814 al 1870 fu sede della rappresentanza dell'Impero austriaco (dal 1867 Impero austro-ungarico) presso lo Stato della Chiesa, infine dal 1870 al 1918 fu sede della rappresentanza dell'Impero austro-ungarico presso il Regno d'Italia. Negli anni del Fascismo, dal 1929 al 1943, divenne sede ufficiale del capo del governo: dal suo balcone si affacciava per i suoi discorsi Benito Mussolini. Oggi ospita un museo.